# Mauro Peter
Mauro Peter (* 1987 in Luzern) ist ein Schweizer Opernsänger (Lyrischer Tenor).

## Leben
Peter sammelte als Kind erste Erfahrungen bei den Luzerner Sängerknaben. Ab 2008 ließ er sich an der Hochschule für Musik und Theater München bei Fenna Kügel-Seifried und seit 2010 an der Bayerischen Theaterakademie August Everding in München ausbilden. Zugleich belegte er die Oratorienklasse von Christoph Adt und die Liedklasse von Helmut Deutsch. 2009 gab Peter sein Debüt bei der Bad Reichenhaller Philharmonie als Ferrando in Così fan tutte, 2010 gab er dort auch den Don Ottavio und 2011 den Tamino. 2011 hatte er Engagements an weiteren Münchner Institutionen, dem Staatstheater am Gärtnerplatz, der Bayerischen Theaterakademie und 2012 im Prinzregententheater.
Mauro Peter trat mehrfach mit dem Münchner Rundfunkorchester unter dem Dirigenten Ulf Schirmer in Oratorien von Johann Sebastian Bach, Georg Friedrich Händel, Joseph Haydn, Giacomo Puccini und Gioacchino Rossini sowie Mozarts Requiem auf.
Peters Lied-Repertoire umfasst Lieder von Samuel Barber, Franz Liszt, Franz Schubert (Die schöne Müllerin auch in einer adaptierten Version für Orchester am Theater Rudolstadt), Peter Warlock und Hugo Wolf. Bei der Schubertiade Vorarlberg und den Salzburger Festspielen debütierte er 2012 und ist seitdem regelmäßiger Gast sowohl bei der Schubertiade, als auch bei den Salzburger Festspielen.
Seit der Spielzeit 2013/14 ist er Ensemblemitglied am Opernhaus Zürich. Zu Beginn des Jahres 2014 debütierte Peter, wiederum mit Schuberts Müllerin, in der Wigmore Hall. 2014 war er im Mozart-Da Ponte-Zyklus am Theater an der Wien unter der musikalischen Leitung von Nikolaus Harnoncourt zu erleben.
2015 erfolgte sein Debüt, wiederum mit dem Tamino, an der Opéra National de Paris, an der Bayerischen Staatsoper München und 2017 am Royal Opera House Covent Garden. An der Mailänder Scala debütierte er als Belmonte in Mozarts Entführung aus dem Serail. Dieselbe Partie sang er auch am Opernhaus in Toronto Canadian Opera Company Toronto.
2015 erschien seine Debüt-CD mit Goethe-Liedern von Franz Schubert, 2016 ein Robert-Schumann-Album bei Sony Classical.

## Auszeichnungen
- Preisträger der Kammeroper Schloss Rheinsberg sowie Stipendiat des Deutschen Bühnenvereins (Landesverband Bayern). 2010 erhielt er einen Förderpreis der Stiftung Vera und Volker Doppelfeld.
- Gewinner des Zwickauer Schumann-Wettbewerbs 2012.